# Charles Debeur
Charles T. G. Debeur (Ixelles, 1906. március 24. – Ixelles, 1981) világbajnok belga tőr- és párbajtőrvívó.